# Klassieke vuurmond
De studie van de inwendige ballistiek vindt voornamelijk plaats in een klassieke vuurmond.  Een vuurmond is eigenlijk niets anders dan het schietend gedeelte van een stuk geschut.
In een klassieke vuurmond wordt onder invloed van de opbouw van een gasdruk in een afgesloten ruimte een stilstaand projectiel versneld tot een maximale snelheid.  In tegenstelling tot lanceerplatformen, waar het tuig dat wordt gelanceerd over zijn eigen voorstuwingsmiddel beschikt en dus zelf een stuwkracht kan realiseren, verkrijgt het projectiel dat vanuit een vuurmond wordt afgevuurd zijn kinetische energie ter plaatse door omzetting van de scheikundige energie van een stuwlading.
Bij een klassieke vuurmond wordt niet enkel een gasdruk uitgeoefend op het projectiel, maar ook op de zijwanden en de achterzijde van de ruimte waarin de gassen vertoeven. Onder invloed van de naar achter gerichte kracht die daaruit voortvloeit, zal de vuurmond de neiging hebben om zich naar achter te verplaatsen. Speciale voorzieningen dienen getroffen te worden om deze terugloopenergie op te vangen. Sommige vuurmonden zijn langs de achterzijde voorzien van een aantal openingen zodat de naar achter gerichte kracht wordt gecompenseerd door een naar voor gerichte kracht die ontstaat door de stroming van de gassen doorheen deze openingen (straalpijpeffect). Men spreekt dan van een terugstootloos kanon.